# Euhesma aureophila
Euhesma aureophila là một loài Hymenoptera trong họ Colletidae. Loài này được Houston mô tả khoa học năm 1992.

## Hình ảnh

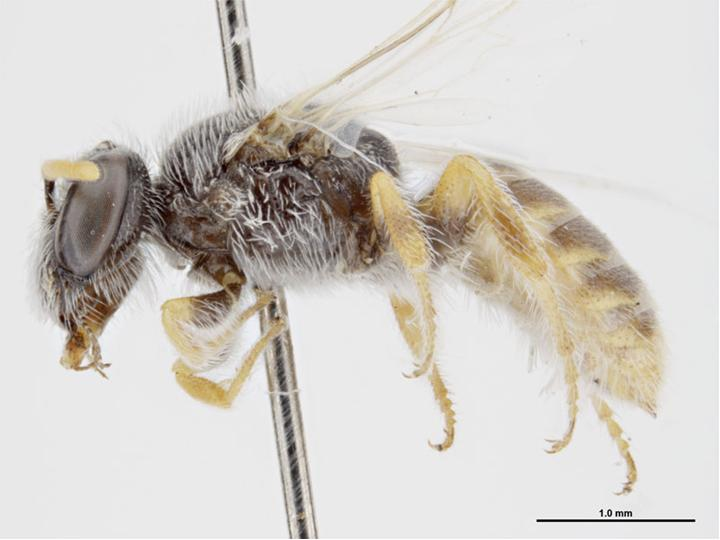